# Ronald Paul Bucca
Ronald Paul Bucca (6 de mayo de 1954 - Nueva York, 11 de septiembre de 2001) fue un bombero del Departamento de Bomberos de la Ciudad de Nueva York fallecido durante los atentados del 11 de septiembre de 2001. En la historia  del departamento de bomberos de Nueva York, es el único jefe de bomberos que ha muerto en un acto de servicio.

## Carrera militar
Bucca había sido boina verde del Ejército de los Estados Unidos durante la Guerra de Vietnam. Posteriormente, trabajó en la Agencia de Inteligencia de la Defensa como analista-investigador. Convertido en reservista en 1986, se unió al departamento de bomberos de Nueva York. Subsecuentemente se había herido en el trabajo, lo que le costó las calificaciones como paracaidista, terminando su elegibilidad con las Fuerzas Especiales del Ejército de los Estados Unidos, obligándole a dejar el servicio.

## Carrera como bombero
Bucca era un veterano de 22 años en el departamento, fue ascendido a jefe de bomberos en 1992. Como tal, participó en la investigación del Atentado del World Trade Center de 1993 y fue representante del departamento de bomberos en la Fuerza de Tarea Conjunta contra el Terrorismo. En el 2000, el asiento del departamento de bomberos en la fuerza de tarea conjunta contra el terrorismo fue retirado, pero Bucca no renunció al cargo.
Durante los atentados del 11 de septiembre de 2001, Bucca ascendió hasta la planta 78 de la torre sur del World Trade Center, punto de impacto del avión, junto con el jefe del batallón de bomberos Orio Palmer. Los dos hombres, ambos corredores de maratón experimentados, llegaron a la planta más alta a la que ningún otro bombero pudo llegar antes de que el edificio colapsara.

## Legado
En 2003, el cuerpo de policía militar nombró el centro de detención clandestino de prisioneros en Irak, Camp Bucca, en homenaje a Bucca.
En el National September 11 Memorial & Museum, el nombre de Bucca se encuentra en el panel S-14, junto con el nombre de otros bomberos fallecidos durante los ataques.